# Ingen ängel (TV-serie)
Ingen ängel är en svensk dramakomedi och skräckserie från 2023 som hade premiär på Viaplay den 11 maj 2023. Första säsongen består av fyra avsnitt. Serien är skapad av EliSophie Andrée som också skrivit manus. Serien regisseras av Tuna Özer, och har producerats av Hawa Sanneh.

## Handling
Serien kretsar kring 17-åriga Angelina som dricker, smygröker och ligger runt som många andra 17-åringar, men hon är även en seriemördare.

## Rollista (i urval)
- Felicia Sjöström Nilsson - Fanny
- Yussra El Abdouni - Angelina
- Miryam Eriksson - Alva
- Bahar Pars - mamma Susanne
- David Nzinga - pappa Hjalle
- Nicklas Hansson - Filip
- Rachel Mohlin - Fitt-Marie
- Doreen Ndagire - Miriam
- Edvard Olsson